# 里奧格蘭德 (波多黎各)
里奧格蘭德（西班牙語：Río Grande）是波多黎各的城鎮，位於該島東北部，始建於1840年7月25日，面積232平方公里，海拔高度13米，2010年人口54,304，人口密度每平方公里230人。

## 外部連結
- Ciudad de El Yunque, El Yunque City Río Grande, Puerto Rico(Bilingual): Author and Photographer-Greg Boudonck; Photographer and Translator-Maria Magdalena Ruiz O'Farrill （页面存档备份，存于）
- Río Grande and its barrios, United States Census Bureau